# Wat Phu
Wat Phu (Lao: ວັດພູ, „Bergtempel“) ist ein ehemaliger hinduistischer Tempelkomplex der Khmer in der Provinz Champasak im Süden von Laos. Die erhaltenen Ruinen stammen aus dem 11. bis 13. Jahrhundert. Der „Tempelbezirk Wat Phou und die zugehörigen altertümlichen Siedlungen in der Kulturlandschaft Champasak“ sind seit dem Jahr 2001 UNESCO-Weltkulturerbe.

## Lage

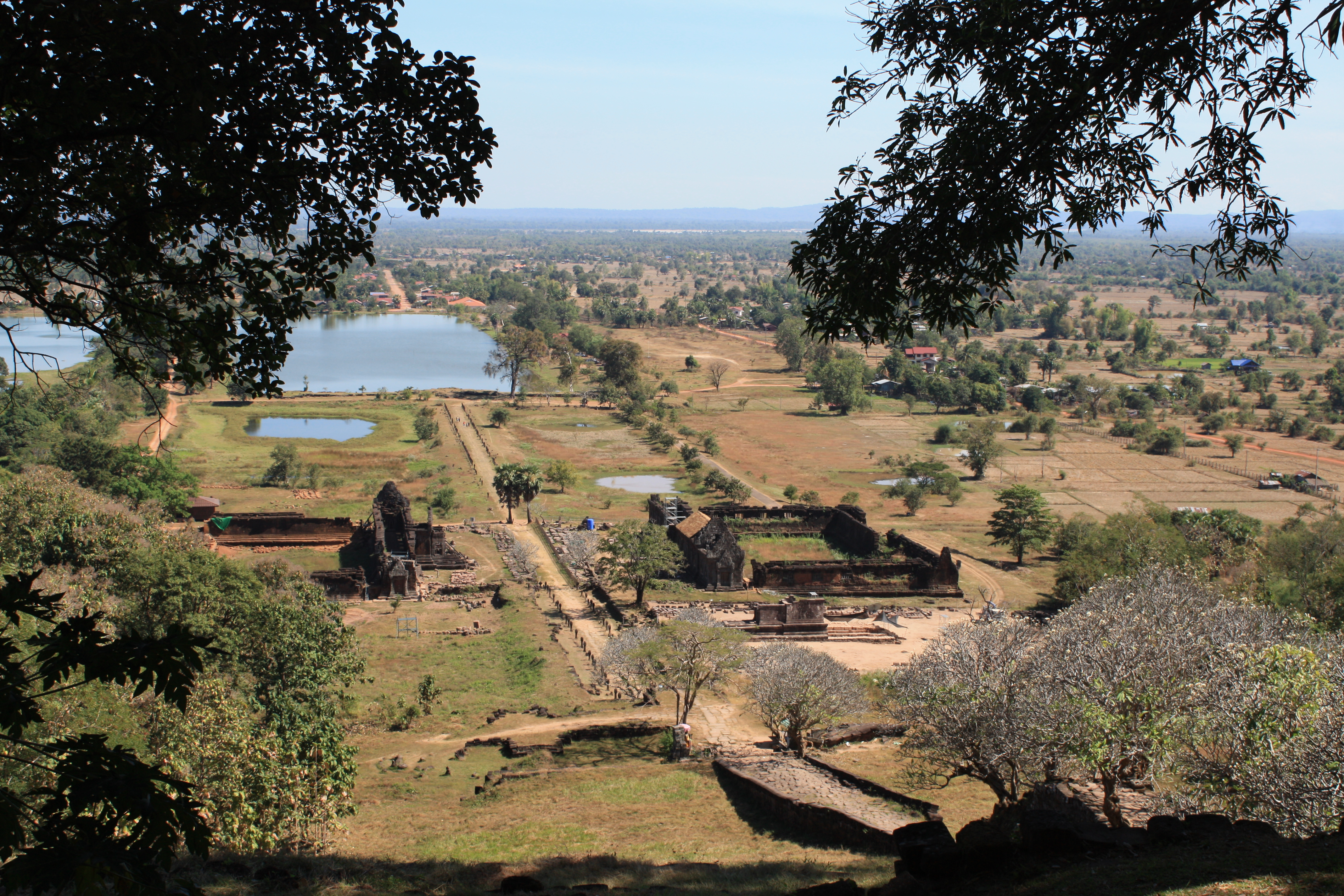
Blick über Wat Phu in Richtung Mekong

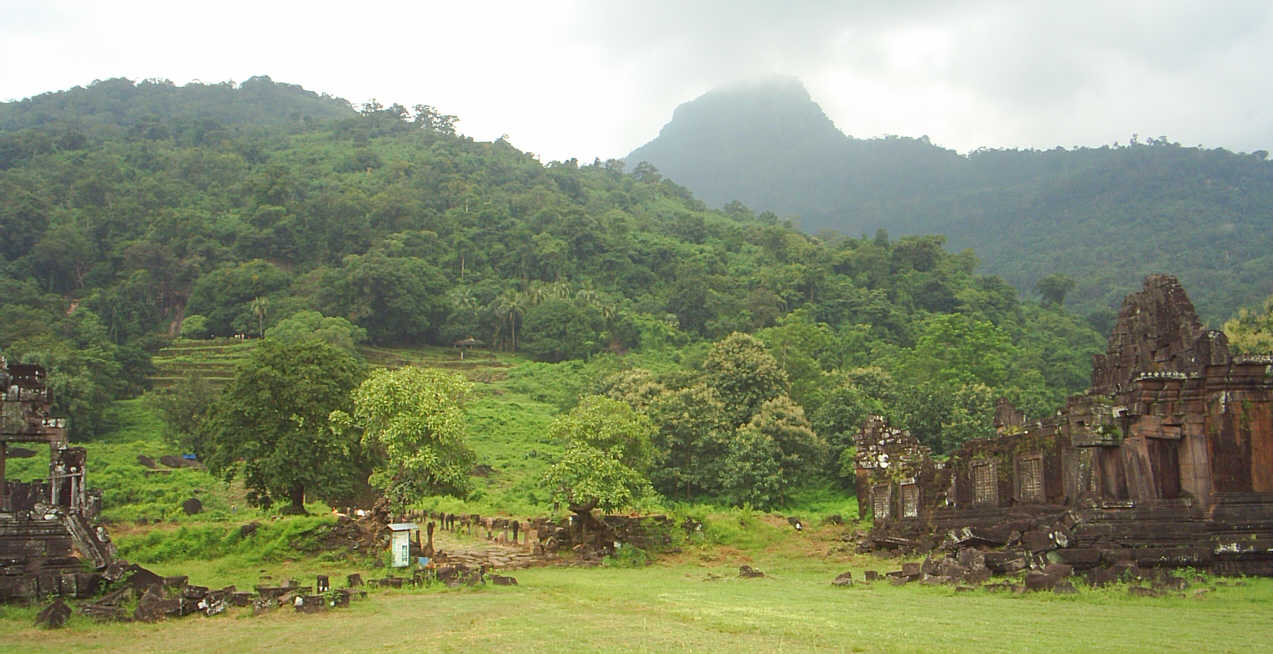
Haupttempel von Wat Phu und heiliger Berg Lingamparvata

Der Tempelbezirk Wat Phu und die Kulturlandschaft Champasak sind eine von drei Weltkulturerbestätten in Laos. Sie sind knapp 400 km (Fahrtstrecke) von Angkor entfernt und mit diesem über eine ehemals breite Straße (heute nur noch mit Lidar zu erkennen) verbunden. Die Überreste der Stadt Champasak liegen etwa 6 km vom Mekong entfernt; Wat Phu liegt in unmittelbarer Nähe am Fuße des heiligen Berges Lingamparvata.
Champasak ist auf der westlichen Mekongseite mit einer asphaltierten Straße zur Mekongbrücke Pakses und damit an Pakse sowie über eine Fähre über den Mekong an die Nationalstraße 13 auf der linken Mekongseite angebunden. Wat Phu ist von Champasak aus über eine asphaltierte Straße zu erreichen.

## Zusammensetzung und Bedeutung
Zur Welterbestätte gehören die ehemalige Königsstadt Champasak, historische Überreste des Beginns der Straße nach Angkor Wat, Ausgrabungsstätten und mehrere Tempelanlagen. Bedeutendster Bestandteil der Welterbestätte ist die Tempelanlage Wat Phu.
Die UNESCO hat die Stätte 2001 in die Liste des Welterbes aufgenommen. Als Kriterien hat die UNESCO dazu genannt: 1) Der Tempel-Komplex Wat Phu sei ein außergewöhnliches Zeugnis von den Kulturen Südost-Asiens, insbesondere des Khmer-Reiches, welches die Region vom 10. bis 14. Jahrhundert dominierte, 2) Der Wat Phu Komplex sei ein herausragendes Beispiel der Integration einer symbolischen Landschaft mit großer spiritueller Bedeutung in ihre natürliche Umgebung, 3) Erdacht um die hinduistische Version der Beziehung zwischen Natur und Mensch darzustellen, zeige Wat Phu einen eindrücklichen Komplex von Monumenten und anderen Strukturen, welche verteilt über ein großes Areal zwischen Fluss und Berg, einige mit herausragender Architektur oder Kunst, religiöse Überzeugungen intensiv verdeutlichen würde.